# Pseudamplinus beebei
Pseudamplinus beebei är en mångfotingart som först beskrevs av Chamberlin 1950.  Pseudamplinus beebei ingår i släktet Pseudamplinus och familjen Aphelidesmidae. Inga underarter finns listade i Catalogue of Life.